# Енциклопедія астрономії (Словаччина)
Енциклопедія астрономії (словац. Encyklopédia astronómie) — перша словацька науково-популярна енциклопедія з астрономії, призначена для широкої публіки.
Енциклопедія була ускладена групою науково-педагогічних працівників Астрономічного інституту Словацької академії наук та кафедри астрономії, геофізики і метеорології Університету Коменського в 1977—1984 роках. Опублікована видавництвом «Обзор» у Братиславі в 1987 році. Це було перше в Словаччині видання в галузі астрономії, яке за формою і змістом було розраховане на широке коло читачів.
У 2000 році Словацька асоціація астрономів-аматорів отримала схвалення на оцифрування Енциклопедії астрономії. Завдяки волонтерській роботі членів та друзів асоціації Енциклопедія астрономії була успішно переведена в цифрову форму, і її частини після відповідного редагування поступово публікуються в Інтернеті.

## Автори
- Антон Гайдук
- Марія Гайдукова
- Драгомир Чочол
- Павол Палуш
- Едуард Піттіх[sk]
- Владімір Порубчан
- Ян Штоль[sk]